# جواسيس القصر (مسلسل)
مسلسل جواسيس القصر تدور أحداث هذا المسلسل تركي عام 1730 حول الدسائس والمؤامرات التي يديرها السياسيون والحكام بمساعدة الخونة وجواسيس الدولة الفارسية داخل القصر العثماني حيث يسعى الكل للسلطة مهما كان الثمن والصراع بين الدولة الفرسية والعثمانيين

## قصة المسلسل
يتحدث جواسيس القصر مسلسل تاريخي هام تدور احداثه في القرن الثامن عشر وتحديدا 1730م اثناء تولي السلطان احمد الثالث الخلافة العثمانية
احداث متلاحقة تحكي كيف تم عزل السلطان احمد الثالث من خلال عصيان الانكشاريين على حكمه وتولى مكانه السلطان محمود الاول فتن وصراعات تدور داخل جدران القصر الخلافة من خلال جواسيس يسهدفون قتل السلطان تتزعمهم امرأة يعاونها الكثير من الخونة ولكن في نفس الوقت يظهر بطل المسلسل المصارع خليل الذي يعمل مع رجاله على التصدي لمكر والخونة خصوصا بعد أن قتل هؤلاء الخونة حبيبته حيث يسعى للانتقام منهم
تتولى الاحداث بكل تشويق وتتشابك خيوط الصراع حتى نصل إلى النهاية الجواسيس القصر دراما تاريخية متميزة ومثيرة

## بطولة
ابطال المسلسل جواسيس القصر
| - Hakan Akin - Erol Alpsoykan - Mehmet Aslan - Mehmet Atay - Mert Aygun - Reha Beyoglu - Aziz Izzet Biçici | - Muhammed Cangören - Baris Dede - Gokberk Demirci - Ercan Demirel - Emrah Elçiboga - Leyla Göksun - Salahsun Hekimoglu | - Yasar Karakulak - Tugce Karaoglan - Adnan Koç - Burak Kucuk - Ilker Kurt - Enver Kurucan - Perihan Savas | - Yilmaz Serif - Özge Sezince - Nur Subasi - Nurettin Sönmez - Erkan Tasdögen - Ubeyd Unal - Cem Uçan | - Saydam Yeniay - Onur Azad Yilmaz - Gökhan Çelebi - Mehmet Emrah Özcan - Serdar Özer - Sinem Öztufan - Yasar Üzer |

صوت الاشخاص بلعربية
مروان أبو شاهين – سامر الجندي – عدنان عبد الجليل – همسة الحايك – خلدون قاروط – فاروق الجمعات – مهجة الشيخ – ليث المفتي – مأمون الفرخ – جمال نصار – هلا صياصنة – فادي الحموي - نضال جوهر – لينا ضوا - طارق المسكي – منذر فارس – أسامة جنيد – مالك محمد – مجد ظاظا.